# Cratere Shih Mai-Yu
Shih Mai-Yu  è un cratere sulla superficie di Venere. Deve il proprio nome alla medica cinese Shi Meiyu (石美玉T; 1873 –1954), prima donna del suo paese a fondare una scuola di infermieristica.